# 真壁京子
真壁 京子（まかべ きょうこ、1967年10月29日 - ）は、日本の気象予報士である。ウェザーマップに所属し、セント・フォースによるマネジメントを受けている。

## 人物

### 来歴
神奈川県平塚市出身。ミッション系中高一貫校を経て、玉川学園女子短期大学教養科卒業。実家は平塚市で造園業「湘南造園」を営んでいる。兄は湘南造園代表取締役社長兼Jリーグ湘南ベルマーレ代表取締役の眞壁潔。
短大卒業後は両親の薦めで株式会社ヤナセに1年半勤務した後、日本航空に転職し客室乗務員となるが、航空性中耳炎で鼓膜に穴が開き3年半で退職することとなった。その後、1995年には日本テレビ『恋のから騒ぎ』に「元スチュワーデス」の肩書きで出演するなど、モデル兼タレントとして活動していた。なおこの時期「山口かつら」という芸名を名乗っていたという説があったが、後に真壁は公式ブログにおいて「『山口かつら』氏は別に実在する人物であり自身はまったく別の芸名だった」と否定している。
スチュワーデス退職後、アルバイト生活をするなかで、たまたまお天気キャスターの矢玉みゆきのインタビュー記事を読み、気象予報士の存在を知る。TBSテレビが芸能事務所所属者および気象関係従事者を対象に行った気象キャスターのオーディションを経て、同局の気象番組にアシスタントキャスターとして出演、1997年には気象予報士となった。
現在は気象予報士の森田正光が設立したウェザーマップに所属して、TBSの気象関連番組に出演しているほか、環境問題などをテーマにした講演活動も行っている。
ニックネームはまかちゃん、あるいはまかきょんと呼ばれることもある。（外部リンク・オフィシャルブログより）

### その他
2009年3月、6歳年下のTBSテレビ制作局社員と結婚した。2010年、テレビのバラエティー番組に出演した真壁は、気象予報士としての自らの月収を約100万円であると明らかにしている。
趣味は食べ歩きと旅行、特技はクラシックバレエ。

## 現在の担当番組

### テレビ
TBSテレビ
- TBSニュースバード（2007年3月までは毎週火 - 金曜日の早朝、同年4月より毎週月 - 水曜日の夜間をそれぞれ担当）

## 過去の担当番組など

### テレビ
TBSテレビ
- 筑紫哲也 NEWS23
- DREAMS
- きょう発プラス!
- エクスプレス(1999年4月 - 2002年3月)
- ウィークエンドウェザー（2002年10月5日 - 2011年4月2日）

テレビ朝日
- 歌謡びんびんハウス（モデル兼タレント時代に出演）

日本テレビ
- 恋のから騒ぎ（2期生として。1995年4月 - 6月ごろ[8]）

CBCテレビ
- えなりかずき!そらナビ

### CM
- ワコール「暖ごこち」（1999年）

## 著書
- 『気象予報士になりたい!』（講談社）

これを原作としてくりた陸が「お天気に恋して」と題した劇画にした
- 『気象予報士試験 真壁京子の数式攻略ノート』
- 『お天気おねえさんのお仕事』